# Минкино
Минкино е квартал на град Плачковци, община Трявна, област Габрово. Представлява селски район, простиращ се на южното крайбрежие на река Поточе. Районът покрива площ от около 17 квадратни километра и има население от само 15 жители, като това го прави един от най-малобройните райони в провинцията.

## География и климат
Минкино се намира на 710 метра надморска височина и е заобиколено от гори и ливади, типични за региона. Районът има предимно континентален климат, характеризиращ се с горещи лета и студени зими, със средна годишна температура от 13 °C.

## Флора и фауна
Минкино е известно със своята природна красота и е дом на разнообразие от флора и фауна. Паркът „Мечата стъпка“, разположен в района, е популярна дестинация за посетители, които търсят да изследват местната природа. Паркът покрива площ от преблизително 250 квадратни метра и е дом на разнообразие от видове дървета, включително дъб, бор и бреза. Паркът е също така дом на няколко вида птици и малки бозайници, като катерици, лисици и таралежи.

## Туризъм
Минкино е мирен и живописен район, който предлага на посетителите уникален поглед към красотата и спокойствието на селската живот. Неговата природна красота, заедно с гостоприемната и дружелюбна общност, го правят задължително място за посещение за всеки, който пътува към източната част на областта. Посетителите могат да се насладят на пешеходни и веломаршрути в околните планини.

## Транспорт
Минкино е достъпно по път от Плачковци. Най-близкото летище е Горна Оряховица, което се намира на около 66 километра от района. Общественият транспорт в района е ограничен, като повечето местни хора разчитат на частни превозни средства или велосипеди, за да се придвижват.